# Across the Sun
Across the Sun ist eine Progressive-Metal- und Metalcore-Band aus Portland, Oregon, die im Jahr 2004 gegründet wurde.

## Geschichte
Die Band wurde im Jahr 2004 gegründet. Seitdem veröffentlichte die Band drei EPs: This War im Jahr 2006, Storms Weathered im Jahr 2008 und Pestilence and Rapture im Jahr 2009. Im Jahr 2010 hielt die Band einige Touren durch die USA. Zudem unterstützte die Band Throw the Fight auf ihrer Tour. Außerdem traten sie auf dem New England Metal and Hardcore Festival und dem Transmission Fest auf. Gegen Ende des Jahres erreichte die Band einen Vertrag mit Metal Blade Records. Kurz danach begaben sich Sänger Brandon Davis, Keyboarder Shane „The Brain“ Murray, Gitarrist Sam Hafer, Schlagzeuger Alan Ashcraft und Bassist John Malloy mit Produzent Daniel Castleman (As I Lay Dying, Winds of Plague, Impending Doom) in die Lambesis Studios. Das Album Before the Night Takes Us wurde im Jahr 2011 veröffentlicht. Im März und April folgte eine Tour durch Nordamerika zusammen mit Vanna, Our Last Night, Attila und Arsonists Get All the Girls.

## Stil
Als Gesangstechnik wird größtenteils klarer Gesang verwendet, wobei jedoch auch vereinzelt gutturaler Gesang eingesetzt wird. Die Strophen sind meist aggressiv gehalten, wohingegen die Refrains eingängiger sind. Die Band wird mit Soilwork, Killswitch Engage, Sonic Syndicate und Scar Symmetry verglichen.

## Diskografie
- 2006: This War (EP, Eigenveröffentlichung)
- 2008: Storms Weathered (EP, Eigenveröffentlichung)
- 2009: Pestilence and Rapture (EP, Authentik Ink)
- 2011: Before the Night Takes Us (Album, Metal Blade Records)